# Cruiser Mk II
Cruiser Mk II (A10) je bil britanski tank.

## Zgodovina
Sir John Carden je leta 1934 preoblikoval tank A9 in nastal je tank A10. Julija 1938 je bilo naročenih 100 tankov. 45 je bilo izdelanih v tovarni Birmingham Railway Carriage and Wagon Company, 45 v Metro Cammell in 10 pri Vickersu. Leta 1939 je bilo tovarni Birmingham Railway Carriage and Wagon Company naročeno še 75 tankov.
Cruiser Mk II je sodeloval v zgodnjih bojih v Franciji. V teh bojih se je pokazala slaba voznost po brezpotjih. Kljub temu so jih uporabili v bojih v severni Afriki. Tam so leta 1941 nastopili v obrambi za Tobruk. Tanki A10 so sodelovali tudi v bojih v Grčiji. Tam jih je bilo pripeljanih 60. Kljub temu, da so dobro kljubovali Nemcem, jih je kar 90 % bilo izgubljenih. Največ zaradi mehanskih težav.

## Verzije
- Cruiser Tank Mk II (A10 MkI):Bil je težki tank, ki je sodeloval v bojih v Franciji in severni Afriki.
- Cruiser Tank Mk IIA (A10 Mk IA):Zamenjali so Vickersov puškomitraljez s puškomitraljezom BESA.
- Cruiser Tank Mk IIA CS (A10 Mk IA CS):Zamenjali so top 40 mm s topom 94 mm.